# Roberto Fleitas
Roberto Fleitas (1932. május 25. – 2024. március 3.) válogatott uruguayi labdarúgó, hátvéd, edző. 1987–88-ban az uruguayi válogatott szövetségi kapitánya.

## Pályafutása

### Játékosként
A montevideói Liverpool, a Central Español és a Montevideo Wanderers labdarúgója volt.

### Edzőként
1979-ben a Progreso, 1983-ban a Central Español, 1985-ben ismét a Progreso vezetőedzője volt. 1987–88-ban az uruguayi válogatott szövetségi kapitánya volt. 1987-ben az argentínai Copa Américán aranyérmet nyert a csapattal. 1988-ban a Nacional szakmai munkáját irányított és Libertadores-kupát nyert az együttessel. 1989–90-ben a Peñarol, 1990 és 1992 között a Nacional vezetőedzőjeként tevékenykedett. Ezután még dolgozott a Rampla Juniors, a La Luz, a Deportivo Falcón és a Correcaminos UAT csapatainál edzőként. 1997-ben a Nacional, 2000-ben a montevideói Liverpool vezetőedzőpje volt.

## Sikerei, díjai

### Edzőként
- az év edzője Dél-Amerikában (1988)

 Uruguay
- Copa América
  - győztes: 1987, Argentína

 Nacional
- Uruguayi bajnokság
  - bajnok: 1992
- Libertadores-kupa
  - győztes: 1988
- Interkontinentális kupa
  - győztes: 1988